# الینا سالو
الینا سالو (فنلاندی: Elina Salo؛ زادهٔ ۹ مارس ۱۹۳۶) هنرپیشه سینما، تلویزیون و تئاتر اهل فنلاند است. وی از سال ۱۹۵۶ میلادی تاکنون مشغول فعالیت بوده است. از فیلم‌هایی که وی در آن نقش داشته است می‌توان به مرد بدون گذشته، ابرهای متحرک و دختر کارخانه کبریت سازی اشاره کرد.